# Thrypticus virescens
Thrypticus virescens är en tvåvingeart som beskrevs av Negrobov 1967. Thrypticus virescens ingår i släktet Thrypticus och familjen styltflugor. Inga underarter finns listade i Catalogue of Life.